# Turkiets Billie Jean King Cup-lag
Turkiets Billie Jean King Cup-lag representerar Turkiet i tennisturneringen Billie Jean King Cup, och kontrolleras av Turkiets tennisförbund.

## Historik
Turkiet deltog första gången 1991. Laget har som längst gått till slutkval, vilket man gjorde 1993.